# Провинциален възход (вестник)
„Провинциален възход“ е търновски вестник, издаван в периода юни 1937 – 4 януари 1943 г.
Представлява местен вестник за стопанското, просветно и културно издигане на Търново и околията му. Подзаглавието му е илюстрован двуседмичен лист за просвета, обществен живот, селско стопанство и книжнина. Отговорен редактор е Ал. С. Пенчев. Отпечатва се в печатниците на Иван Д. Панчев, братя Ноеви, „От. Паисий“, Ст. Фъртунов и Е. Христов.